# سازمان نظامی لهستان در سیلزی علیا
سازمان نظامی لهستان در سیلزی علیا (لهستانی: Polska Organizacja Wojskowa Górnego Śląska) یک تشکیلات نظامی مخفی بود که فوریه ۱۹۱۹ در سیلزی علیا به وجود آمد. این سازمان علی‌رغم آنکه که پس از دومین شورش سیلزی منحل گشت اما در عمل طی هر سه شورش سیلزی فعال بود و نقشی بسیار اساسی داشت. اعضا این سازمان را نزدیک به ۲۰٬۰۰۰ نفر تشکیل می‌دادند.